# Asplenium ulbrichtii
Asplenium ulbrichtii là một loài thực vật có mạch trong họ Aspleniaceae. Loài này được Rosenst. miêu tả khoa học đầu tiên.

## Hình ảnh

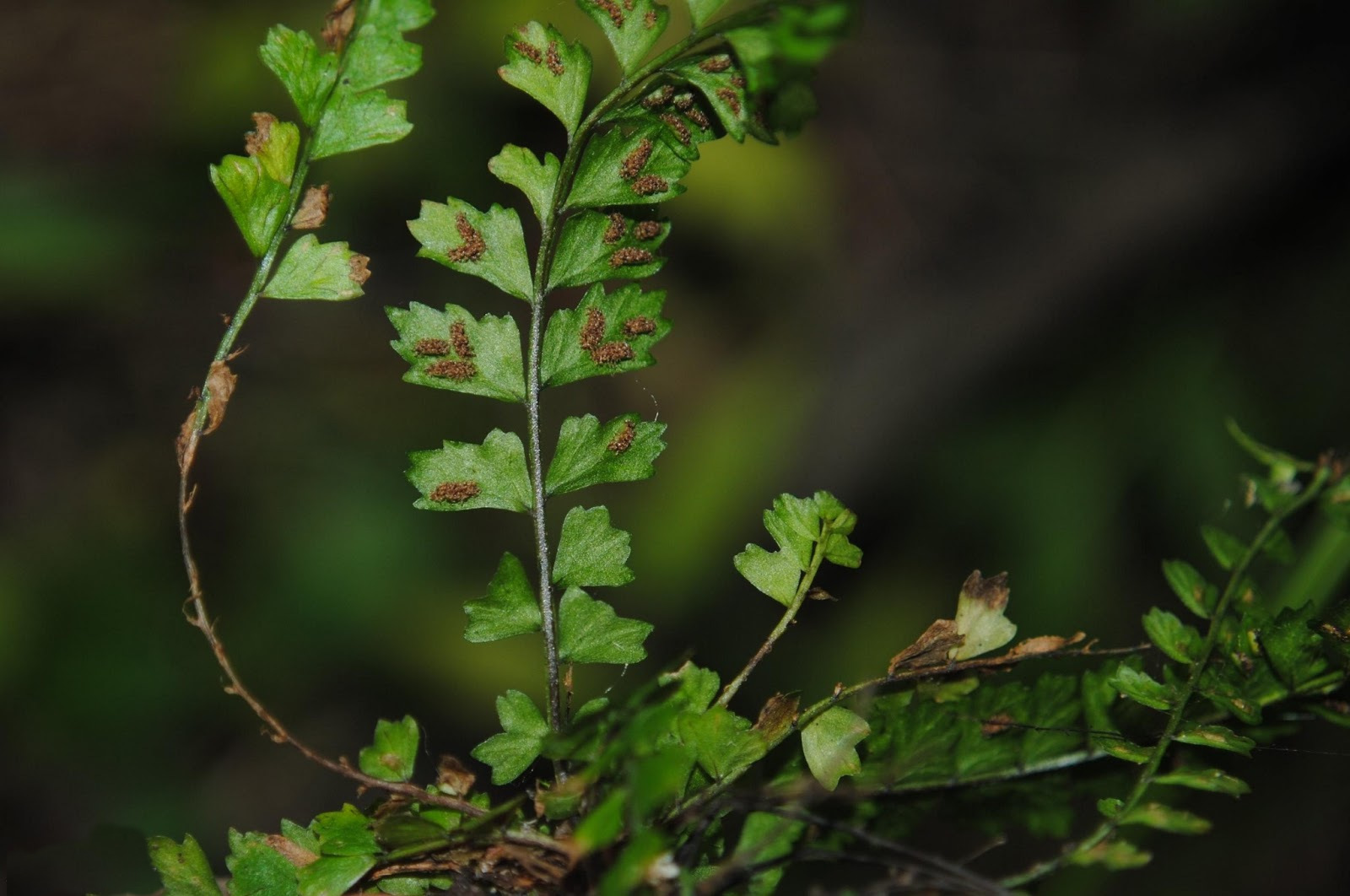
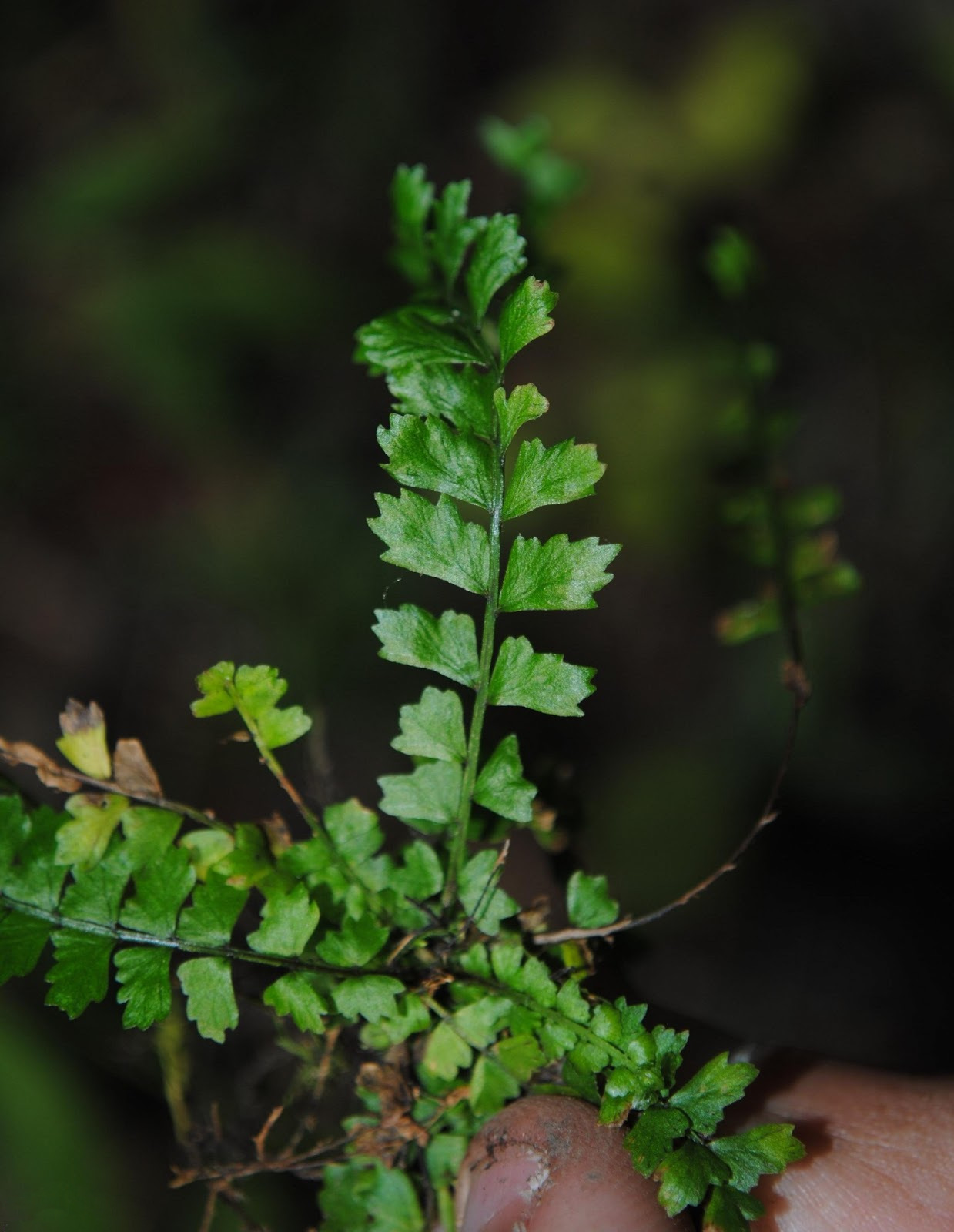
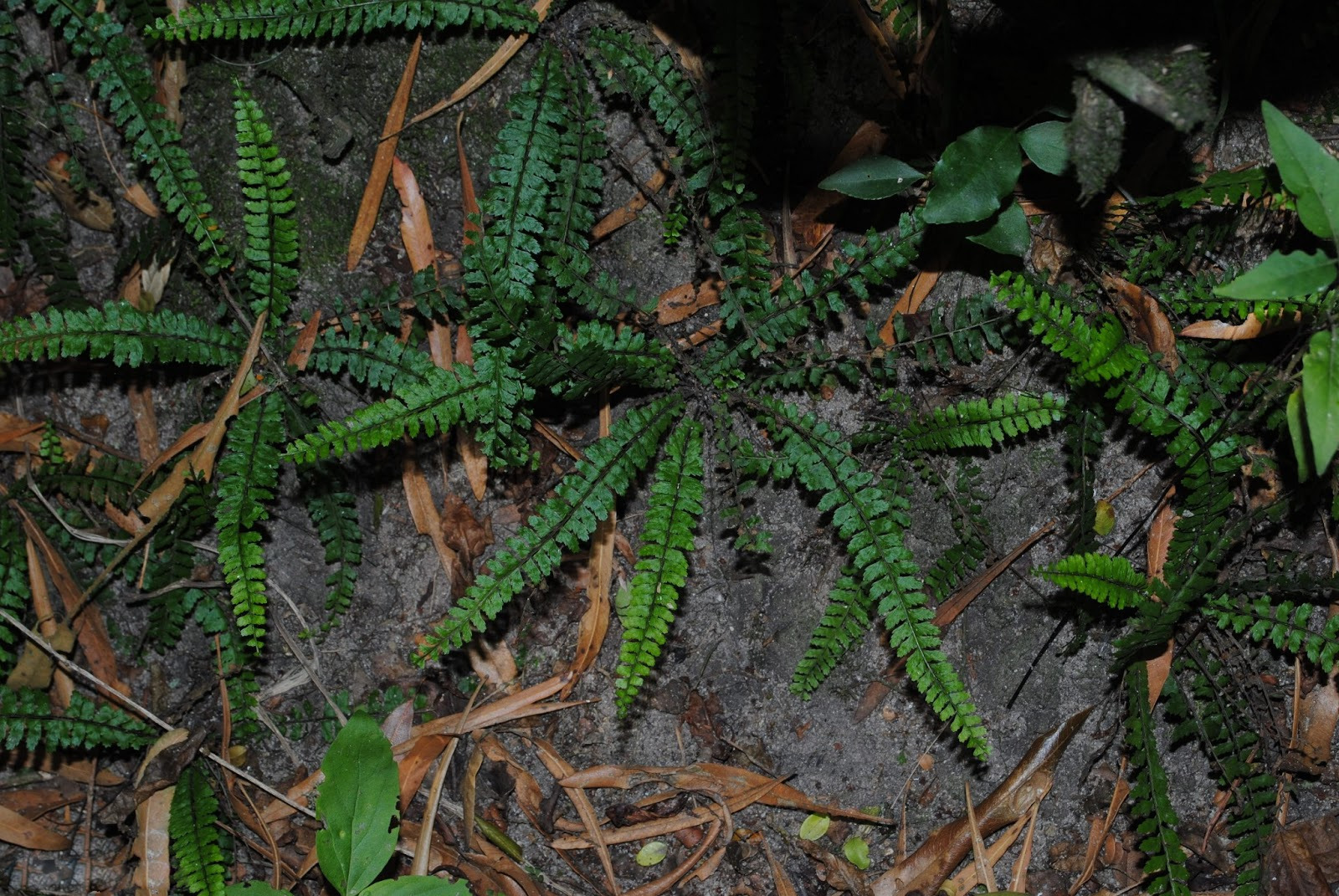